# Turčević Polje
Turčević Polje is een plaats in de gemeente Grubišno Polje in de Kroatische provincie Bjelovar-Bilogora. De plaats telt 71 inwoners (2001).